# Sol och vår
Sol och vår är en sång av Ulf Källqvist och Åke Gerhard  som Inger Berggren och Lily Berglund vann den svenska Melodifestivalen 1962 med. I Eurovision Song Contest 1962 i Luxemburg, dit bara Inger Berggren fick åka, fick bidraget fyra poäng, vilket innebar en delad sjundeplats, tillsammans med Finlands bidrag "Tipi-tii", som framfördes av Marion Rung.
1962 utgavs även singeln, då inspelad av Inger Berggren kompad av Hans Wahlgrens orkester.
Siss Gregers gjorde också en insjungning liksom
Laila Kinnunen som spelade in en finsk version Kevätauer.